# Sean Ireland
Sean David Patrick Ireland (ur. 14 listopada 1969 w Mississauga) – kanadyjski łyżwiarz szybki.

## Kariera
Największy sukces w karierze Sean Ireland osiągnął w 1993 roku, kiedy zajął siódme miejsce podczas mistrzostw świata w sprincie w Ikaho. Zajmował tam jedenaste miejsce w pierwszym biegu na 500 m, piąte w pierwszym biegu na 1000 m, dziewiąte w drugim biegu na 500 m oraz szóste w drugim na 1000 m. W tej samej konkurencji był też dwunasty na rozgrywanych dwa lata wcześniej mistrzostwach świata w Inzell. Jego najlepszym wynikiem było tam jedenaste miejsce w drugim biegu na 1000 m. W 1992 roku wystąpił na igrzyskach olimpijskich w Albertville, zajmując między innymi 23. miejsce w biegu na 1000 m. Na rozgrywanych dwa lata później igrzyskach w Lillehammer był siedemnasty na 500 m i szesnasty na dwukrotnie dłuższym dystansie. Pięciokrotnie stawał na podium zawodów Pucharu Świata, ale nigdy nie zwyciężył (trzykrotnie był drugi i dwukrotnie trzeci). Najlepsze wyniki osiągnął w sezonie 1992/1993, kiedy był szósty w klasyfikacji końcowej 1000 m. W 1994 roku zakończył karierę.
Jego brat, Mike Ireland, również był panczenistą.